# Міські голови Одеси
Міський голова міста Одеси — державний службовець в Україні, особа, що очолює виконавчу владу в Одесі поряд із виконавчим комітетом. Першим мером Одеси став Андрій Желєзцов 1796 року. 1920 року, після окупації Української Народної Республіки більшовиками, посаду міського голови ліквідували й замінили на «голову міської ради», а з 1940 року — на «голову виконкому міської ради». Ця посада була скасована після захоплення міста румунськими військами за часів Другої світової війни й замість неї відновили посаду міського голови, яку обійняв Герман Пинтя. Після зайняття Одеси військами СРСР в Одесі відновлено посаду голову виконкому міськради, яка проіснувала майже п'ятдесят років. Уже через кілька років після відновлення незалежності України посаду міського голови Одеси було відновлено.

## Партії
Російська імперія
      Союз російського народу (Чорносотенці)
      Кадети
      Есери
      Меншовики
      Більшовики
 СРСР
      РКП(б), ВКП(б), КПРС, КП(б)У
 Румунське королівство (управління здійснювалось, де-факто, Третім Райхом)
      Національна ліберальна партія
 Україна
      Блок «Наша Одеса»
      Комуністична партія України
      Партія регіонів
      «Довіряй ділам»

## Список міських голів
| №                                                                       | #    | Зображення     | Ім'я та прізвище                                 | Початок повноважень | Завершення повноважень | Партія          | Діяльність | Прим.                       |
| ----------------------------------------------------------------------- | ---- | -------------- | ------------------------------------------------ | ------------------- | ---------------------- | --------------- | --- | --------------------------- |
| Російська імперія Міський голова                                        |      |                |                                                  |                     |                        |                 | |                             |
| 1                                                                       | 1    |                | Андрій Желєзцов                                  | 14 січня 1796       | 1797                   | —               | Перший міський голова. Був обраний близько 150 громадянами. Єлисаветградський купець 2-ї гільдії, один із перших жителів міста. За його управління при магістраті з'явилася міська дума, до складу якої входили купці та міський голова. | [ 4 ] [ 5 ]                 |
| 2                                                                       | 2    |                | Ларіон Портнов (1749—1837)                       | 1798                | 1800                   | —               | Орловський купець, володів лавками в так званому старому гостинному ряду на проспекті Українських Героїв, які торгували лісом, залізом та мануфактурою. У рік обрання Портнов мав два кам'яних будинки, трактир, харчевню з шістьма приміщеннями та погребом, чотири лавки і один двоповерховий флігель; займався підрядами та віддачею нерухомості у найм. У будинку Портнова містилася одна з перших в Одесі ресторацій. | [ 5 ] [ 6 ]                 |
| 3                                                                       | 3    |                | Іван Кафеджі                                     | 1800                | 1803                   | —               | Купець грецького походження. Обраний 16 травня 1801 року на зборах, де були присутні 227 одеситів. | [ 5 ] [ 7 ]                 |
| 4                                                                       | 4    |                | Іван Мігунов                                     | 1803                | 1806                   | —               | 19 лютого 1804 році, за указом імператора, в Одесі було засновано спеціальний будівельний комітет, під головуванням герцога де Рішельє, куди входив і міський голова. Найбільш важливі функції по господарству міста перейшли до цього комітету: споруда будинків для чиновників, ремонт будівель, наймання квартир для чиновників, ремонт доріг, контроль будівництва. Мігунов володів в Одесі двома флігелями у вісім приміщень, коморою, двома лавками, двома магазинами та пивним заводом, торгував рогатою худобою. | [ 5 ] [ 8 ]                 |
| 5                                                                       | 5    |                | Іван Амвросій (1772—1852)                        | 1806                | 1809                   | —               | Представник грецької громади міста. У роки його першого управління Одесою проходила Російсько-турецька війна 1806—1812 років, від чого сильно постраждала місцева торгівля. У результаті цього спостерігався дефіцит бюджету. | [ 5 ] [ 9 ]                 |
| 6                                                                       | 6    |                | Іван Андросов                                    | 1809                | 1812                   | —               | Головував міську думу під час закінчення Російсько-турецької війни 1806—1812 років. Брат Івана, Семен став після нього міським головою у 1812 році. Вони, разом із братом, були підрядниками споруди та піклувальниками першого одеського храму в ім'я святого Миколи. | [ 5 ] [ 10 ]                |
| 7                                                                       | 7    |                | Семен Андросов                                   | 1812                | 1815                   | —               | Брат попереднього міського голови Івана Андросова. У період з 1812 року по лютий 1813 року у місті спалахнула епідемія чуми. До листопада 1812 року у місті померло, близько 1720 осіб, а випадки смертності через чуму охопили увесь регіон від Бессарабії аж до Кубані. Унаслідок цих подій у місті було введено загальний карантин: пересування було заборонене без спеціальних пропусків, а місто було поділене на спеціальні ділянки. Усього під час епідемії загинуло 2656 осіб, кожен 10-й, а одужало від хвороби лише 675 осіб. | [ 11 ] [ 12 ] [ 5 ]         |
| 8                                                                       | 8    |                | Яків Протасов (1772—1824)                        | 1815                | 1818                   | —               | 1816 року запропонував відкрити дівоче училище, його ідею підтримав граф Луї Олександр Андро де Ланжерон. Жіноче училище відкрили 12 березня 1817 року. Протасов поки був міським головою всіляко допомагав розвиватися цьому училищу, де навчалося близько 100 дівчат. | [ 5 ] [ 13 ]                |
| 9                                                                       | 9    |                | Димитріос Інглезі (1770—1846)                    | 1818                | 1821                   | —               | Грецький купець та відставний капітан флоту. Його діяльність збіглася з діяльністю грецької таємної організації національно-визвольного руху «Філікі Етерія». | [ 5 ] [ 14 ]                |
| 10                                                                      | 10   |                | Іван Амвросій (?—1852) (Вдруге)                  | 1821                | 1824                   | —               | Купець першої гільдії, спадковий почесний громадянин, міський голова в Пушкінську епоху. | [ 9 ]                       |
| 11                                                                      | 11   |                | Пилип Лучич                                      | 1824                | 1827                   | —               | Купець сербського походження. Директор від купецтва в Одеській конторі державного комерційного банку та член будівельного комітету. | [ 15 ]                      |
| 12                                                                      | 12   |                | Іван Авчинніков                                  | 1827                | 1830                   | —               | Займався продажем палива та меду, мав власний будинок на проспекті Українських Героїв. Також в Одесі були, так звані, «Авчинніковські ряди» — це були торговельні ряди у вигляді одноповерхової будівлі, які розташовувалися на проспекті Українських Героїв й складали єдиний ансамбль з іншими (німецькими, караїмськими та протасовськими) рядами. Також Авчинніков був попечителем міської лікарні. | [ 17 ]                      |
| 13                                                                      | 13   |                | Пилип Лучич (Вдруге)                             | 1830                | 1833                   | —               | Докладніше : Лучич Пилип Лук'янович | [ 15 ]                      |
| 14                                                                      | 14   |                | Ілля Новиков                                     | 1833                | 1836                   | —               | Ілля Новиков, купець першої гільдії, батько міського голови Якова Новикова. | [ 18 ]                      |
| 15                                                                      | 15   |                | Павло Ростовцев                                  | 1836                | 1839                   | —               | У роки керівництва містом Ростовцева спалахнула чергова епідемія чуми. 22 жовтня у місті було оголошено карантин. Однак вже у грудні того ж року хвороба зійшла нанівець. | [ 19 ]                      |
| 16                                                                      | 16   |                | Пилип Лучич (Втретє)                             | 1839                | 1842                   | —               | Докладніше : Лучич Пилип Лук'янович | [ 15 ]                      |
| 17                                                                      | 17   |                | Костянтин Папудов (1797—?)                       | 1842                | 1845                   | —               | Папудов був у числі тих, хто у часи дюка де Рішельє відкрили торгові будинки в Одесі. Він був одним з торговців хлібом. Костянтин Фотійович був у числі перших директорів Чорноморського акціонерного товариства пароплавів. Папудов був тісно пов'язаний із багатьма впливовими діячами держави, військовиками, інтелігенцією, аристократією тощо. У місті досі існує будинок Папудова. | [ 20 ]                      |
| 18                                                                      | 18   |                | Яків Новиков                                     | 1845                | 1848                   | —               | Яків Ілліч Новиков син колишнього міського голови Іллі Новикова. За часів герцога де Рішельє Яків Ілліч він відкрив в Одесі канатну фабрику, яка пропрацювала багато років. Новикови в Одесі вважалися не тільки великими промисловцями, а й домовласниками. | [ 21 ]                      |
| 19                                                                      | 19   |                | Джеймс Кортацці                                  | 1848                | 1851                   | —               | У перші роки місто, під керівництвом Кортацці, розвивало торгівлю, з'явилося новими навчальними та благодійними закладами тощо. У місцевому порту розвивалася торгівля, у той же час проходили роботи по очищенню та поглибленню порту, що зробило його більш зручним для стоянки суден та пароплавів. Разом з тим у 1848 році в Одесі почалася епідемія холери, що лютувала 3 місяці. 10 (22) квітня 1854 року у ході Кримської війни Одеса була піддана бомбардуванню зі сторони британсько-французького флоту. Однак, російські військовики, що вели оборону виграли і флот направився до Криму. Через цю війну фактично припинилася вся зовнішня торгівля Одеси. | [ 22 ]                      |
| (19)                                                                    | (19) | 1851           | Джеймс Кортацці                                  | 1854                |                        | —               | У перші роки місто, під керівництвом Кортацці, розвивало торгівлю, з'явилося новими навчальними та благодійними закладами тощо. У місцевому порту розвивалася торгівля, у той же час проходили роботи по очищенню та поглибленню порту, що зробило його більш зручним для стоянки суден та пароплавів. Разом з тим у 1848 році в Одесі почалася епідемія холери, що лютувала 3 місяці. 10 (22) квітня 1854 року у ході Кримської війни Одеса була піддана бомбардуванню зі сторони британсько-французького флоту. Однак, російські військовики, що вели оборону виграли і флот направився до Криму. Через цю війну фактично припинилася вся зовнішня торгівля Одеси. | [ 22 ]                      |
| (19)                                                                    | (19) | 1854           | Джеймс Кортацці                                  | 1857                |                        | —               | У перші роки місто, під керівництвом Кортацці, розвивало торгівлю, з'явилося новими навчальними та благодійними закладами тощо. У місцевому порту розвивалася торгівля, у той же час проходили роботи по очищенню та поглибленню порту, що зробило його більш зручним для стоянки суден та пароплавів. Разом з тим у 1848 році в Одесі почалася епідемія холери, що лютувала 3 місяці. 10 (22) квітня 1854 року у ході Кримської війни Одеса була піддана бомбардуванню зі сторони британсько-французького флоту. Однак, російські військовики, що вели оборону виграли і флот направився до Криму. Через цю війну фактично припинилася вся зовнішня торгівля Одеси. | [ 22 ]                      |
| 20                                                                      | 20   |                | Яків Гарі                                        | 1857                | 1860                   | —               | Роки керівництва Якова Гарі були повоєнними, Одеса почала стрімкими темпами розвиватися, поновилася іноземна торгівля, відкрилися нові навчальні заклади. У 1859 році Яків Гарі був членом особливого Комітету з розробки нового міського положення, яке було затверджено 30 квітня 1863 року. | [ 23 ]                      |
| 21                                                                      | 21   |                | Семен Яхненко                                    | 1860                | 1863                   | —               | Рід Яхненків бере початок від селян-кріпаків. Голова роду, розжившись торгівлею, викупив з кріпацтва себе і всю свою сім'ю. За час керівництва Яхненка Одесою були впорядковані міські фінанси, підготовлено нове міське положення, яке з 1870 року стало обов'язковим для всіх міст імперії. Завдяки новим положенням за 10 років в Одесі замість канав з'явилися дренажні водостоки, замість пилу і бруду на вулицях пролягли мостові, якісною питною водою місто почав забезпечувати водогін з Дністра, з'явилося газове освітлення тощо. Перший у місті паровий борошномельний млин створений зусиллями Семена Степановича. | [ 24 ]                      |
| 22                                                                      | 22   |                | Олексій Пашков                                   | 1863                | 30 квітня 1863         | —               | Купця Олексія Пашкова було обрано міським головою ще до прийняття нового міського положення. Тому після його прийняття, 30 квітня, нова міська Дума обрала нового міського голову, князя Семена Ворноцова. Після завершення служби Воронцовим, Дума у 1867 році обрала міським головою Пашкова, однак той відмовився. | [ 25 ]                      |
| 23                                                                      | 23   |                | Князь Семен Воронцов (1823—1882)                 | 23 грудня 1863      | 14 грудня 1867         | —               | Семен Михайлович Воронцов був сином фельдмаршала Михайла Воронцова, який був генерал-губернатором Новоросії та Бессарабії. За час свого керівництва містом Семена Михайловича він домігся для міста справжнього самоврядування, не затьмареного стороннім втручанням. У 1867 році одесити вибрали його на другий термін міським головою, але він відмовився. | [ 26 ]                      |
| 24                                                                      | 24   |                | Микола Новосельський (1818—1898)                 | 15 грудня 1867      | 1872                   | —               | Після закінчення Кримської війни з'ясувалося, що були знищені усі парусні кораблі, а пароплавів залишилося всього вісім. Але торгівля, особливо зерном, мала потребу у могутньому торговельному флоті. Саме Новосельський доклав багато зусиль для відновлення морського сполучення ще до того як став міським головою. | [ 27 ]                      |
| —                                                                       | —    |                | Григорій Маразлі (1831—1907) (в. о.)             | 1872                | 1872                   | —               | Між першим та другим термінами перебування на посаді міського голови Миколи Новосельського, виконувачем обов'язків міського голови був Григорій Маразлі. |                             |
| 24                                                                      | 24   |                | Микола Новосельський (1818—1898)                 | 1872                | 1873                   | —               | Через п'ять років після приходу Новосельського до управління містом, у 1873 році в Одесі була остаточно вирішена проблема водопостачання. У місто прийшла дністровська вода. Сталося це не без допомоги англійських інвесторів, і одеський водопровід наприкінці XIX століття визнали найкращим за якістю питної води. Розвиток міської фінансової системи, народної освіти та багато чого іншого можна додати у заслуги Миколі Новосельському. | [ 27 ]                      |
| —                                                                       | —    |                | Григорій Маразлі (1831—1907) (в. о.)             | 1873                | 1873                   | —               | Між другим та третім термінами перебування на посаді міського голови Миколи Новосельського, виконувачем обов'язків міського голови був Григорій Маразлі. |                             |
| (24)                                                                    | (24) |                | Микола Новосельський (1818—1898)                 | 1873                | 1875                   | —               | Докладніше : Новосельський Микола Олександрович | [ 27 ]                      |
| —                                                                       | —    |                | Григорій Маразлі (1831—1907) (в. о.)             | 1875                | 1875                   | —               | Між третім та четвертим термінами перебування на посаді міського голови Миколи Новосельського, виконувачем обов'язків міського голови був Григорій Маразлі. |                             |
| (24)                                                                    | (24) |                | Микола Новосельський (1818—1898)                 | 1875                | 17 липня 1878          | —               | Микола Олександрович помер 25 вересня 1898 року, на 80-му році життя. Через три роки після його смерті, вулицю, де він жив називали на честь нього. | [ 27 ]                      |
| 25                                                                      | 25   |                | Григорій Маразлі (1831—1907)                     | 21 жовтня 1878      | 1881                   | —               | Григорій Маразлі був ще одним представником грецької громади міста. За управління Маразлі було побудовано кінну залізницю, споруджено будівлі міського театру та Павлівської будівлі дешевих квартир, дві їдальні біля Старого християнського цвинтаря, відкрито погруддя Олександру Пушкіну і пам'ятник-колона Олександру II, споруджено Куяльницький курорт, багато притулків, психіатричне відділення міської лікарні, лінія парового трамваю на Хаджибейський лиман, міські скотобійні, поля зрошування, хімічну лабораторію для дослідження продуктів харчування, відкрито «криті ринки», введено електроосвітлення тощо. | [ 28 ] [ 29 ]               |
| (25)                                                                    | (25) | 1881           | Григорій Маразлі (1831—1907)                     | 1885                |                        | —               | Григорій Маразлі був ще одним представником грецької громади міста. За управління Маразлі було побудовано кінну залізницю, споруджено будівлі міського театру та Павлівської будівлі дешевих квартир, дві їдальні біля Старого християнського цвинтаря, відкрито погруддя Олександру Пушкіну і пам'ятник-колона Олександру II, споруджено Куяльницький курорт, багато притулків, психіатричне відділення міської лікарні, лінія парового трамваю на Хаджибейський лиман, міські скотобійні, поля зрошування, хімічну лабораторію для дослідження продуктів харчування, відкрито «криті ринки», введено електроосвітлення тощо. | [ 28 ] [ 29 ]               |
| (25)                                                                    | (25) | 1885           | Григорій Маразлі (1831—1907)                     | 7 грудня 1889       |                        | —               | Григорій Маразлі був ще одним представником грецької громади міста. За управління Маразлі було побудовано кінну залізницю, споруджено будівлі міського театру та Павлівської будівлі дешевих квартир, дві їдальні біля Старого християнського цвинтаря, відкрито погруддя Олександру Пушкіну і пам'ятник-колона Олександру II, споруджено Куяльницький курорт, багато притулків, психіатричне відділення міської лікарні, лінія парового трамваю на Хаджибейський лиман, міські скотобійні, поля зрошування, хімічну лабораторію для дослідження продуктів харчування, відкрито «криті ринки», введено електроосвітлення тощо. | [ 28 ] [ 29 ]               |
| —                                                                       | —    |                | Валер'ян Лігін (1846—1900) (в. о.)               | 7 грудня 1889       | 9 грудня 1889          | —               | Валер'ян Лігін був математиком та механіком. Працював деканом фізико-математичного факультету Імператорського Новоросійського університету, чотири рази обирався мировим суддєю міста. | [ 30 ]                      |
| (25)                                                                    | (25) |                | Григорій Маразлі (1831—1907)                     | 9 грудня 1889       | 1893                   | —               | Докладніше : Маразлі Григорій Григорович | [ 28 ] [ 29 ]               |
| (25)                                                                    | (25) | 1893           | Григорій Маразлі (1831—1907)                     | березень 1895       |                        | —               | Докладніше : Маразлі Григорій Григорович | [ 28 ] [ 29 ]               |
| —                                                                       | —    |                | Валер'ян Лігін (1846—1900) (в. о.)               | 24 квітня 1895      | 1897                   | —               | Після того, як Маразлі подав у відставку Лігіна було обрано на посаду міського голови на дослуження строку Маразлі. | [ 30 ]                      |
| 26                                                                      | 26   |                | Петро Крижановський                              | 20 лютого 1897      | 3 грудня 1897          | —               | Петро Крижановський відмовився від посади, пропрацювавши близько десяти місяців. За його керівництва містом, вдалося налагодити і поставити на міцну основу справа водопостачання міста, підготовлені роботами особливої комісії про викуп водоводу. У нього була пропозиція про порушення клопотання, про дозвіл справляння грошей з несправних платників адміністративним порядком, яке зустріло загальне обурення, як у Думі, так і в суспільстві. | [ 31 ]                      |
| 27                                                                      | 27   |                | Павло Зелений (1839—1912)                        | 1897                | 1905                   | —               | Павло Олександрович дворянин. Він вже мав досвід місцевого самоврядування, будучи головою єлисаветградської повітової земської управи. Також був редактором місцевої газети «Одеський вісник». На посаді міського голови Зелений багато зробив у галузі народної освіти, влаштовував міські школи, читальні, він доклав багато зусиль для побудови нового приміщення Публічної бібліотеки. З ініціативи Павла Олександровича було виділено кошти на спорудження пам'ятника Шевченку. Зелений був одним із засновників в Одесі товариства «Просвіта». З його дозволу в Одесі 24 листопада 1905 року пройшов перший в імперії мітинг, де вимагали незалежності України. | [ 32 ]                      |
| 28                                                                      | 28   |                | Семен Ярошенко (1847—1917)                       | 2 травня 1905       | 11 травня 1905         | —               | Через дев'ять днів після обрання Ярошенка він відмовився від цієї посади. Він був колишнім ректором Одеського університету. Багато років був гласним міської думи та головою «Прогресивної партії, об'єднаних найкращих міських діячів». | [ 33 ]                      |
| 29                                                                      | 29   |                | Петро Крижановський (Вдруге)                     | 20 травня 1905      | 19 жовтня 1905         | —               | 20 травня 1905 року міським головою був вже вдругий раз обраний дійсний статський радник Петро Крижановський. У Думі він був головою театральної комісії. У зв'язку з великими заворушеннями в місті у 1905 році 19 жовтня Крижанівський склав з себе посаду міського голови, а 13 грудня відмовився від посади гласного Думи. | [ 31 ]                      |
| 30                                                                      | 30   |                | Василь Протопопов (1846—1914)                    | 1905                | 1909                   | —               | Василь Протопопов був вихідцем дворянського роду й беззмінним лідером місцевих присяжних з 1894 року до 1905 року. Після маніфесту 17 жовтня 1905 року в Одесі, як і інших містах Росії, легалізувалися і були знову створені численні партії, об'єднання та союзи. Протопопову доводилося працювати не з Думою, а з політичними партіями, в якому вирішувалися вузькопартійні питання, що не мають ніякого відношення до господарської діяльності. Крім того у місті спостерігався дефіцит бюджету. Основними проблемами, що стосувалися міста виявилося водопостачання, електростанції та електричне освітлення, тривалий перехід від конки до електричного трамваю. | [ 34 ]                      |
| 31                                                                      | 31   |                | Микола Моісеєв (1858—1915)                       | 10 березня 1909     | 1913                   | —               | Микола Моісеєв на момент свого обрання був найбільшим землевласником міста. За його кандидатуру проголосувало 45 гласних проти 6. У 1884—1899 роках він обирався мировим суддею, після чого був обраним почесним мировим суддею. Під час його керівництва Одеса поступово виходила з фінансової, торгової та духовної кризи. У цьому ж році одесити стали свідками першого польоту на аероплані і по місту проїхав перший електричний трамвай, який незабаром став основним транспортом для одеситів. У 1912 році Моїсеєв у зв'язку з хворобою нирок написав прохання про відставку, але його вмовили залишитися до кінця терміну. | [ 35 ]                      |
| 32                                                                      | 32   |                | Борис Пелікан (1861—1931)                        | 19 травня 1913      | 1917                   | СРН             | 19 травня 1913 року Пелікан переміг на виборах міського голови, до речі це був єдиний випадок для російського монархічного руху. Будучи міським головою, за часів Першої світової війни, Пелікан був причетним до заснування «Сербської добровольчої дивізії». Противники Пелікана вимагали перевірити результати виборів, звинувачуючи його у фальсифікації. Однак, тільки у червні 1917 року почав справу проти Пелікана, через який час його було заарештовано й посаджено у тюрму. Після захоплення міста більшовиками Борис Пелікан вбіг з країни. | [ 36 ]                      |
| —                                                                       | —    |                | Михайло Брайкевич (1874—1940) (в. о.)            | 11 березня 1917     | 23 серпня 1917         | Кадети          | У зв'язку з безвладдям у місті й арештом міського голови Пелікана, у березні 1917 року міністр внутрішніх справ затвердив на посаді міського голови Одеси Михайла Брайкевича. Йому було доручено організувати вибори у міську Думу. Перше засідання нової Думи відбулося 23 серпня. Звертаючись до присутніх, Брайкевич, він підкреслив, що з часу лютневих подій зроблено багато і що не будь Громадського комітету і Ради робітничих депутатів, вулиці були б залиті кров'ю. | [ 37 ] [ 38 ]               |
| 33                                                                      | 33   |                | Василь Сухомлін (1860—1940)                      | 23 серпня 1917      | вересень 1917          | Есери           | Активний учасник революцій 1905 та 1917 років, есер Василь Сухомлін, 23 серпня 1917 року був обраний міським головою. Але вже через кілька тижнів він подав у відставку. | [ 39 ]                      |
| 34                                                                      | 34   |                | Доктор Вікентій Богуцький (1871—1929)            | 17 жовтня 1917      | травень 1918           | РСДРП(м)        | Вікентій Богуцький був медиком польського походження й працював раніше заступником Михайла Брайкевича. Після призначення міським головою, 17 жовтня, у листопаді 1917 року місто перейшло під владу УНР. Однак, між Богуцьким та комісаром міста, Іваном Липою, через владу в Одесі. Однак, згодом, градоначальником став Володимир Мустафін, й розігнав міську Думу. | [ 38 ] [ 40 ]               |
| 35                                                                      | 35   |                | Генерал-лейтенант Олександр Санніков (1866—1931) | 26 травня 1918      | серпня 1918            | —               | Санніков був міським головою з 26 травня до серпня 1918 року. Його призначив той же Мустафін, що розіграв Думу. Однак Санніков наприкінці літа покинув цю посаду і пішов до Добровольчої армії. | [ 41 ]                      |
| 36                                                                      | 36   |                | Михайло Брайкевич (1874—1940)                    | 17 серпня 1918      | 1918                   | Кадети          | 17 грудня 1918 року Михайло Брайкевич був обраний міським головою, однак, на цій посаді він не пропрацював й року. | [ 37 ]                      |
| 37                                                                      | 37   |                | А. Ярошевич (1874—1940)                          | 19 серпня 1918      | вересень 1918          | —               | 19 серпня 1918 року після того, як Брайкевич відмовився від посади. Дума пропрацювала так до вересня. 10 грудня після двомісячної перерви Дума відновила роботу й Ярошевич був призначений виконувачем обов'язків. | [ 42 ]                      |
| —                                                                       | —    | 10 грудня 1918 | А. Ярошевич (1874—1940)                          | 19 грудня 1918      |                        | —               | 19 серпня 1918 року після того, як Брайкевич відмовився від посади. Дума пропрацювала так до вересня. 10 грудня після двомісячної перерви Дума відновила роботу й Ярошевич був призначений виконувачем обов'язків. | [ 42 ]                      |
| 38                                                                      | 38   |                | Софія Соколовська (1894—1938)                    | квітень 1919        | серпень 1919           | РКП(б)          | З квітня до серпня 1919 року при владі в Одесі стали більшовики. На той час містом, фактично, керувала секретар губернського комітету КПУ, Софія Соколовська. | [ 43 ]                      |
| 39                                                                      | 39   |                | Володимир Колобов                                | 19 грудня 1919      | 8 лютого 1920          | —               | Коли Колобов став міським головою у місті почався хаос, очікували захоплення Одеси більшовиками, одесити їхали з міста на чому могли. Колобов, до останнього дня займався міськими справами. Так перед самим захопленням міста українською армією 20 січня 1920 року на засіданні Думи розглядалися питання обрання лікарняної комісії, встановлення нових ставок міським службовцям та робітникам, а сам Колобов зробив доповідь про стан справ у міському театрі. На початку лютого армія Денікіна програла, місто перейшло під командування українців. А вже 8 лютого влада в місті перейшла більшовикам. | [ 44 ]                      |
| СРСР Голова міської ради                                                |      |                |                                                  |                     |                        |                 | |                             |
| 40                                                                      | 1    |                | Іван Клименко (1891—1937)                        | 1920                | 1920                   | РКП(б)          | Іван Клименко був призначений міським головою у самий розквіт Червоного терору. Особлива увага приділялася німецьким колоністам. У деяких німецьких колоніях більшовики розстрілювали кожного п'ятого німця. | [ 38 ] [ 45 ]               |
| 41                                                                      | 2    |                | Павло Кін (1882—1943)                            | 1920                | 1921                   | КП(б)У          | 9 лютого 1920 року більшовиками було засновано Одеський революційний комітет, що перебрав на себе усю владу у місті, а згодом його дія поширилася на усю губернію. Головою цього комітету у 1920—1921 роках став Павло Кін. | [ 46 ]                      |
| 42                                                                      | 3    |                | Яків Дробніс (1890—1937)                         | 1921                | 1921                   | КП(б)У          | У 1906 році Яків Дробніс долучився до лав у РСДРП. У 1918 році був одним із засновників комуністичної партії більшовиків України й воював з українською владою, а згодом із з денікінцями. Чотири рази Дробніс був під загрозою розстрілу й один раз був розстріляний, однак, йому вдалося вижити. 1937 року Дробніс було остаточно розстріляний. Посмертно реабілітований. | [ 47 ]                      |
| 43                                                                      | 4    |                | Василь Аверін (1885—1945)                        | 1921                | 1923                   | КП(б)У          | 1921 року у місті почалися міжпартійні конфлікти, а у лавах більшовиків також почалася ворожнеча. Після того, як органи влади у губернії були захоплені противниками Ульянова вищі органи партії замінили усе губернське керівництво. Після цього головою губвиконкома та головою міськради став Василь Аверін. З 1903 року він був членом РСДРП та відносився до більшовиків. Він брав активну участь у революційних діях. | [ 48 ]                      |
| 44                                                                      | 5    |                | Андрій Іванов (1888—1927)                        | 1923                | 1925                   | РКП(б)          | Андрій Іванов — російський радянський партійний діяч. Іванов упродовж десяти років, з 1917 року до самої смерті 1927 року, зробив стрімку кар'єру, починаючи членом Київського комітету РСДРП(б) до члена ЦВК СРСР. | [ 49 ]                      |
| —                                                                       | —    |                | Іван Кудрін (в. о.)                              | 1925                | 1925                   | РКП(б)          | Після того як Іванов пішов з посади голови губвиконкому у 1925 році його обов'язки виконував Іван Кудрін. 6 березня за приписом виконкому з Бродської синагоги були винесені предмети культу, сувої Тори. Після цього місто було прикрашено прапорами, фабрики та заводи не працювали. Зібраним на маніфестацію робочим голова губвиконкому Кудрін виголосив промову, де зазначив, що без сумніву серед присутніх знайдуться «шпигуни», які повідомлять за кордон, що радянська влада творить насилля над віруючими. Але влада цього не боїться. У серпні 1925 року губернії ліквідували й Одеса стала обласним центром. | [ 50 ]                      |
| 45                                                                      | 6    |                | Олекса Триліський (1892—1937)                    | 1925                | 1927                   | ВКП(б)          | Від 1925 року до 1927 року Олексій Трилісський був на посадах як головою міського голови та голови окружного комітету. Учасник революції 1917 року. Розстріляний 1937 року. | [ 51 ]                      |
| 46                                                                      | 7    |                | Георгій Алексеєнко (1899—1937)                   | 1927                | 1930                   | ВКП(б)          | У 1930 року Одеський округ, що проіснував п'ять років, було ліквідовано. У 1927—1929 роках в Одесі проводилося виселення з державних будинків колишніх господарів та людей, визнаних «нетрудовими елементами». У місті почалася недостача житла. Вихід з житлової кризи влада бачила у розвитку житлової кооперації — орендної та будівельної. Зростання житлової кооперації йшло за рахунок скорочення будинків, які були у підпорядкуванні міської ради, а також за рахунок ліквідації приватної оренди. Кооперативна оренда ставала монопольної формою оренди житлового фонду. У 1930-ті роки кооперація була ліквідована, а житловий фонд знову передали у безпосереднє підпорядкування комунвідділам міськрад. При керівництві Алексєєнко в Одесі було побудовано новий корпус будівельного інституту на місці саду колишнього інституту шляхетних дівчат. У ці роки відкрилися нові фабрики та заводи. | [ 52 ]                      |
| 47                                                                      | 8    |                | Іван Якимович (1890—1938)                        | грудень 1930        | березень 1932          | ВКП(б)          | 27 лютого 1932 року Одеський район було ліквідовано, на його місці утворена Одеська область. У грудні того ж року Раднарком СРСР, у зв'язку зі значенням Одеси як великого індустріально-портового та курортного центру, затвердив включити його у список міст першої черги реконструкції. У 1930-ті роки в Одесі було побудовано 400 будинків. Але це було дуже мало в порівнянні з масштабами містобудування у великих промислових центрах країни. | [ 53 ]                      |
| 48                                                                      | 9    |                | Павло Чебукін (1895—1968)                        | березень 1932       | 1934                   | ВКП(б)          | У 1930-ті роки в Одесі проходили роботи з реконструкції каналізації та водозабезпечення. Для задоволення потреб міського господарства було побудовано асфальтобетонний завод. У 1933 році в Одесі було 29 клубів, що мали суто специфічну для тих років виробничу спрямованість: Будинок вчених, Будинок міліції, Будинок преси, Будинок санпросвіти і Клуб борошномелів, Клуб директорів, Клуб 4-х повішених, Клуб держторгівлі і кооперації, Клуб польської та Будинок єврейської культури тощо. | [ 54 ]                      |
| 49                                                                      | 10   |                | Павло Сорокін (1896—?)                           | травень 1934        | грудень 1934           | ВКП(б)          | У 1934 році Спасо-Преображенський собор був зруйнований за вказівкою влади. Відомо, що у 1934 році радянська промисловість припинила випуск вагонів вузької колії, і багато міст, в тому числі ті, що мають великі трамвайні господарства (Одеса — 305 вагонів, Дніпропетровськ — 182 вагона і Ташкент — 148 вагонів), залишилися без можливості поповнення рухомого складу. Це змусило владу міста перешити на широку колію. В Одесі ці роботи почалися у 1934 році, і до кінця року було перешите близько 29 кілометрів колії. | [ 55 ]                      |
| 50                                                                      | 11   |                | Іван Корчагін                                    | грудень 1934        | 1935                   | ВКП(б)          | У роки керівництва Корчагіна в Одесі було побудовано кілька корпусів вищих навчальних закладів. У 1936 році у Центральному парку культури і відпочинку імені Тараса Шевченка були споруджені стадіон Стадіон імені Станіслава Косіора та «Зелений театр». Подача води в місто збільшилася в два рази в порівнянні з дореволюційним часом. | [ 56 ]                      |
| 51                                                                      | 12   |                | Микола Букалов (?—1937)                          | 1935                | 1937                   | ВКП(б)          | |                             |
| 52                                                                      | 13   |                | Микола Рощенюк (1902—1937)                       | 1937                | 1937                   | ВКП(б)          | |                             |
| 53                                                                      | 14   |                | Олександр Довбиш (1900—1937)                     | 1937                | 1937                   | ВКП(б)          | |                             |
| 54                                                                      | 15   |                | Іван Черниця (1896—1977)                         | 1937                | 1938                   | ВКП(б)          | У 1939 році в Одесі почалося будівництво першої черги теплоелектростанції. Посилилася газифікація міста, у кілька разів збільшилася потужність газового заводу. Багато було зроблено для озеленення міста. На місці колишніх звалищ і пустирів виростали нові сквери. Збільшилася кількість мостових на околицях міста. | [ 57 ]                      |
| —                                                                       | —    |                | Балута (в. о.)                                   | 1938                | 1938                   | ВКП(б)          | |                             |
| —                                                                       | —    |                | І. Ф. Савченко (в. о.)                           | 1938                | 1940                   | ВКП(б)          | |                             |
| 55                                                                      | 16   |                | Борис Давиденко (1902—1981)                      | 1940                | 1941                   | ВКП(б)          | |                             |
| Румунське королівство Міський голова                                    |      |                |                                                  |                     |                        |                 | |                             |
| 56                                                                      | 1    |                | Герман Пинтя (1894—1968)                         | 1941                | 1944                   | НЛП             | З перших днів окупації Одеса стала столицею Трансністрії. Вулицям, імена яких були змінені радянською владою, були повернуті старі назви. З'явилися гестапо й інші нацистські державні установи. У місті почалися арешти та розстріли, а також гоніння на циган та євреїв. Біля міста було збудовано гетто. 10 квітня 1944 року Одеса була повністю звільнена Червоною армією. Після війни було офіційно визнано, що Пинтя не винен у військових злочинах. | [ 58 ]                      |
| СРСР Голова виконавчого комітету міської ради                           |      |                |                                                  |                     |                        |                 | |                             |
| 57                                                                      | 1    |                | Борис Давиденко (1902—1981) (Вдруге)             | 1944                | 1947                   | ВКП(б)          | Роки керівництва Давиденка були дуже складними як для Одеси, так і для країни в цілому, щойно закінчилася війна, у всій країні лютував Голодомор 1946—1947 років. | [ 59 ]                      |
| 58                                                                      | 2    |                | Олександр Карпов                                 | 1947                | 1948                   | ВКП(б)          | На Карпова як на голову виконкому лягали обов'язки відбудовувати місто після війни, була пророблена колосальна робота та вже у 1949 році практично всі заводи працювали та біло відбудовано багато будівель. | [ 60 ]                      |
| 59                                                                      | 3    |                | Олександр Степаненко (1906—1975)                 | 6 січня 1948        | 8 березня 1955         | КПРС            | За роки керівництва Степаненка Одеса перевиконала план по доходах і видатках бюджету. Почався стрімкий розвиток Одеського порту та міста в цілому, відкрилися нові заводи. В Одесу на відпочинок приїжджають туристи з усіх кінців СРСР. | [ 61 ]                      |
| 60                                                                      | 4    |                | Григорій Ладвіщенко                              | 9 березня 1955      | 1960                   | КПРС            | За час керівництва Ладвіщенка було розпочато капітальне будівництво, покращилося технічне оснащення та було проведено капітальні ремонти комунальних підприємств міста. Багато коштів і сил було витрачено на устрій міста. Було поліпшено роботу електротранспорту, відремонтовано водогін тощо. | [ 61 ] [ 62 ]               |
| 61                                                                      | 5    |                | Олександр Коваленко                              | 1960                | 21 червня 1962         | КПРС            | При керівництві Коваленка продовжувалася забудова міста, було виділено великі кошти на соціально-культурне будівництво, охорону здоров'я. Бюджет міста у 1961 році у порівнянні з минулим зріс на 30,7 % і склав 47 423,3 тисяч радянських рублів фінансування, повністю забезпечило розвиток народного господарства Одеси. | [ 63 ]                      |
| 62                                                                      | 6    |                | Павло Цюрупа (1927—2010)                         | 1962                | 1964                   | КПРС            | Павло Цюрупа був моряком. У свої 35 років, моряк розробив у місті велику будівельну індустрію. За роки його управління містом поліпшилася газифікація, поліпшилося забезпечення міста питною водою, було укріплено узбережжя, озеленено вулиці та морські схили, було закладено нові парки та сквери, а також мікрорайони. Зокрема, почалася забудова Аркадії та Селища Котовського. Цюрупа також намагався змінити методи керівництва містом, але так і не зміг. Саме через це він через два роки подав у відставку. | [ 64 ] [ 65 ]               |
| 63                                                                      | 7    |                | Лазар Заярний                                    | 1964                | 1969                   | КПРС            | |                             |
| 64                                                                      | 7    |                | Володимир Шурко (1926—1995)                      | 1969                | 1977                   | КПРС            | |                             |
| 65                                                                      | 8    |                | Анатолій Малихін (1938—1994)                     | червень 1977        | березень 1983          | КПРС            | |                             |
| 66                                                                      | 7    |                | Валентин Симоненко (нар. 1940)                   | березень 1983       | січень 1991            | КПРС            | | [ 66 ]                      |
| Україна Голова міської ради та голова виконавчого комітету міської ради |      |                |                                                  |                     |                        |                 | |                             |
| (66)                                                                    | 1    |                | Валентин Симоненко (нар. 1940)                   | січень 1991         | 24 березня 1992        | КПУ             | | [ 66 ]                      |
| 67                                                                      | 2    |                | Леонід Чернега (нар. 1944)                       | 24 березня 1992     | липень 1994            | —               | |                             |
| Міський голова                                                          |      |                |                                                  |                     |                        |                 | |                             |
| 68                                                                      | 1    |                | Едуард Гурвіц (нар. 1948)                        | липень 1994         | 26 травня 1998         | Позапартійний   | 1994-го року постановою міськради більшості вулиць центральної частини міста були повернуті дореволюційні історичні назви. | [ 67 ]                      |
| —                                                                       | —    |                | Микола Білоблоцький (нар. 1943) (в. о.)          | 26 травня 1998      | серпень 1998           | КПУ             | |                             |
| 69                                                                      | 2    |                | Руслан Боделан (1942—2025)                       | серпень 1998        | 5 квітня 2005          | —               | |                             |
| 70                                                                      | 3    |                | Едуард Гурвіц (нар. 1948) (Вдруге)               | 5 квітня 2005       | 2006                   | —               | |                             |
| (70)                                                                    | (3)  | 2006           | Едуард Гурвіц (нар. 1948) (Вдруге)               | 6 листопада 2010    | Наша Одеса             |                 | |                             |
| 71                                                                      | 4    |                | Олексій Костусєв (нар. 1954)                     | 6 листопада 2010    | 31 жовтня 2013         | Партія регіонів | 2010 року міськрадою прийнято «Програму збереження і розвитку російської мови» (805 тис. грн), що передбачала документообіг, кінопрокат, роботу ЗМІ і сферу освіти російською мовою. За час мерства Костусєва, в місті встановлено пам'ятники російському полководцю О. Суворову, російському військовому Федіру Радецькому, радянському співаку В. Висоцькому та відновлено пам'ятник російському імператору Олександру II. 31.01.2011 Одеська міськрада ухвалила рішення про неприпустимість героїзації С. Бандери та Р. Шухевича. | [ 68 ] [ 69 ] [ 70 ] [ 71 ] |
| —                                                                       | —    |                | Олег Бриндак (нар. 1973) (в. о.)                 | 4 листопада 2013    | 27 травня 2014         | Партія регіонів | Секретар Одеської міської ради з 6 листопада 2010 року. | [ 72 ]                      |
| 72                                                                      | 5    |                | Геннадій Труханов (нар. 1965)                    | 27 травня 2014      | 28 жовтня 2015         | »Довіряй ділам" | Геннадій Труханов набрав на позачергових виборах 2014 року 146 тис. голосів (43,49 %) | [ 73 ] [ 74 ]               |
| (72)                                                                    | (5)  | 28 жовтня 2015 | Геннадій Труханов (нар. 1965)                    | 25 жовтня 2020      |                        | »Довіряй ділам" | Геннадій Труханов набрав на позачергових виборах 2014 року 146 тис. голосів (43,49 %) | [ 73 ] [ 74 ]               |
| (72)                                                                    | (5)  | 25 жовтня 2020 | Геннадій Труханов (нар. 1965)                    | нині                |                        | »Довіряй ділам" | Геннадій Труханов набрав на позачергових виборах 2014 року 146 тис. голосів (43,49 %) | [ 73 ] [ 74 ]               |